# Judo na Igrzyskach Panamerykańskich 2011
Judo na Igrzyskach Panamerykańskich 2011 odbywało się w dniach 26–30 października 2011 roku. Stu trzydziestu sześciu zawodników obojga płci rywalizowało w CODE II Gymnasium łącznie w czternastu konkurencjach.

## Podsumowanie

### Klasyfikacja medalowa
| Klasyfikacja medalowa | Klasyfikacja medalowa | Klasyfikacja medalowa | Klasyfikacja medalowa | Klasyfikacja medalowa | Klasyfikacja medalowa |
| Miejsce               | państwo               | Złoto                 | Srebro                | Brąz                  | Razem                 |
| --------------------- | --------------------- | --------------------- | --------------------- | --------------------- | --------------------- |
| 1                     | Brazylia              | 6                     | 3                     | 4                     | 13                    |
| 2                     | Kuba                  | 6                     | 3                     | 3                     | 12                    |
| 3                     | Stany Zjednoczone     | 1                     | 1                     | 6                     | 8                     |
| 4                     | Argentyna             | 1                     | 1                     | 2                     | 4                     |
| 5                     | Meksyk                | 0                     | 2                     | 3                     | 5                     |
| 6                     | Portoryko             | 0                     | 2                     | 2                     | 4                     |
| 7                     | Kanada                | 0                     | 1                     | 5                     | 6                     |
| 8                     | Kolumbia              | 0                     | 1                     | 1                     | 2                     |
| 9                     | Peru                  | 0                     | 0                     | 1                     | 1                     |
| =                     | Wenezuela             | 0                     | 0                     | 1                     | 1                     |
| Razem                 | Razem                 | 14                    | 14                    | 28                    | 56                    |

### Medaliści
| Konkurencja    | 1. miejsce          | 2. miejsce        | 3. miejsce                              |
| Mężczyźni      | Mężczyźni           | Mężczyźni         | Mężczyźni                               |
| -------------- | ------------------- | ----------------- | --------------------------------------- |
| do 60 kg       | Felipe Kitadai      | Nabor Castillo    | Juan Postigos Aaron Kunihiro            |
| do 66 kg       | Leandro Cunha       | Kenneth Hashimoto | Anyelo Gómez Ricardo Valderrama         |
| do 73 kg       | Bruno Mendonça      | Alejandro Clara   | Nick Tritton Ronald Girones             |
| do 81 kg       | Leandro Guilheiro   | Gadiel Miranda    | Antoine Valois-Fortier Emmanuel Lucenti |
| do 90 kg       | Tiago Camilo        | Asley González    | Alexandre Émond Isao Cardenas           |
| do 100 kg      | Luciano Corrêa      | Oreidis Despaigne | Cristian Schmidt Sergio García          |
| powyżej 100 kg | Óscar Brayson       | Rafael Silva      | Anthony Turner Pablo Figueroa           |
| Kobiety        |                     |                   |                                         |
| do 48 kg       | Paula Pareto        | Dayaris Mestre    | Angela Woosley Sarah Menezes            |
| do 52 kg       | Yanet Bermoy        | Érika Miranda     | Angelica Delgado Yulieth Sánchez        |
| do 57 kg       | Yurisleidys Lupetey | Rafaela Silva     | Joliane Melançon Hana Carmichael        |
| do 63 kg       | Yaritza Abel        | Karina Acosta     | Christal Ransom Stéphanie Tremblay      |
| do 70 kg       | Onix Cortés         | Yuri Alvear       | María Pérez Maria Portela               |
| do 78 kg       | Kayla Harrison      | Catherine Roberge | Yalennis Castillo Mayra Aguiar          |
| powyżej 78 kg  | Idalys Ortíz        | Melissa Mojica    | Maria Suelen Altheman Vanessa Zambotti  |